# Peter Ott (Regisseur)
Peter Ott (* 3. Juni 1966 in Burg auf Fehmarn) ist ein deutscher Filmemacher und Filmproduzent.

## Biografie
Ott studierte von 1986 bis 1992 Visuelle Kommunikation an der Hochschule für bildende Künste Hamburg schloss mit Diplom ab. Danach produzierte er einige Filme, bei denen er nicht nur als Regisseur, sondern teilweise auch als Filmeditor, Drehbuchautor, Producer oder Filmkomponist fungierte. Sein bekanntestes Werk ist sein Dokumentarfilm Übriggebliebene ausgereifte Haltungen über die Band Die Goldenen Zitronen. Mit dem Bandmitglied Ted Gaier schrieb, produzierte und inszenierte Ott den Film Hölle Hamburg. Seit 2002 ist Ott Mitglied des Schwabinggrad Balletts. Seit 2020 ist er Mitglied der Freien Akademie der Künste Hamburg und seit 2024 deren Sektionsvorsitzender für Medien.
Des Weiteren ist Peter Ott seit 2007 als hauptamtlicher Professor an der Merz Akademie in Stuttgart tätig.

## Filmografie
- 1998: Die Spur
- 2001: Der Vorführ-Effekt (Editor, Filmkomponist)
- 2004: Bye Bye Tiger (Producer)
- 2004: Jona (Hamburg) (Drehbuchautor, Regisseur, Darsteller)
- 2007: Übriggebliebene ausgereifte Haltungen
- 2007: Hölle Hamburg (Drehbuchautor, Regisseur, Produzent, Darsteller, Filmmusik)
- 2010: Gesicht und Antwort
- 2012: Atelier
- 2014: Die Präsenz Gottes in einer falsch eingerichteten Gegenwart
- 2018: Das Milan-Protokoll
- 2017: Traum, Wolken, Off, Exil (G20-Remix), zusammen mit Ute Holl
- 2019: Gasmann (Darsteller)
- 2023: Die Amitié, zusammen mit Ute Holl